# كعكة هيرمان
كعكة هيرمان (بالإنجليزية: Herman cake) هي عجينة تخمير تُسمى كعكة الصداقة، حيث تُحافظ على نموها المستمر بفضل احتوائها على خميرة وبكتيريا حمض اللاكتيك. يمكن لهذه العجينة أن تبقى فترة طويلة من الزمن اذا حظيت بالرعاية المناسبة. لا تحتاج إلى درجة حرارة منخفضة، بل تُترك على سطح المطبخ لمدة عشرة أيام مع تغطيتها بقطعة قماش خفيفة.
تُحرَّك العجينة بين الحين والآخر، وتُطلق فقاعات غازية نتيجة نشاط الخميرة.

## المكونات
تتكون من مزيج من الدقيق، والحليب، والسكر، والماء الدافئ، وقد انتشرت شعبيتها عام 1970م.
تُضاف مكونات إضافية (دقيق، حليب، سكر) وتُخلط جيدًا.وتترك من اربع الى ثمانية ايام.
- وفي اليوم التاسع تُقسَّم العجينة إلى 4–5 أجزاء متساوية. يُوزع معظمها على الأصدقاء مع تعليمات الاستخدام، ويُحتفظ بجزء للخبز. وفي اليوم العاشر: يُخبز الجزء المتبقي بعد إضافة مكونات مثل التفاح أو القرفة (للحلو) أو الزيتون (للمالح).

## التاريخ
- انتشرت "هيرمان" في ألمانيا مطلع الألفية، نظراً لانتشار الأغذية المُخمرة مثل كومبوتشا في تلك الفترة الزمنية .